# Gasterija
Gasterija (lat. Gasteria) sadrži oko 20 vrsta sukulenata koji potječu iz južne Afrike. Pripada porodici čepljezovki (Asphodelaceae)
Cvjetovi imaju karakterističan oblik koji je vrlo važan kod razvrstavanja Gasteria. Kada pokušavamo raspoznati Gasterie,važno je primijetiti da mlade Gasterie imaju vrlo drugačije oblike i boje od starijih članova svoje vrste.
Mnoge vrste dobro podnose malu količinu svjetla, i mogu se uzgajati kao kućne biljke.

## Vrste
1. Gasteria acinacifolia (J.Jacq.) Haw.
2. Gasteria barbae van Jaarsv.
3. Gasteria batesiana G.D.Rowley
4. Gasteria baylissiana Rauh
5. Gasteria brachyphylla (Salm-Dyck) van Jaarsv.
6. Gasteria carinata (Mill.) Duval
7. Gasteria croucheri (Hook.f.) Baker
8. Gasteria disticha (L.) Haw.
9. Gasteria doreeniae van Jaarsv. & A.E.van Wyk
10. Gasteria ellaphieae van Jaarsv.
11. Gasteria excelsa Baker
12. Gasteria glauca van Jaarsv.
13. Gasteria glomerata van Jaarsv.
14. Gasteria koenii van Jaarsv.
15. Gasteria loedolffiae van Jaarsv.
16. Gasteria nitida (Salm-Dyck) Haw.
17. Gasteria obliqua (Aiton) Duval
18. Gasteria pillansii Kensit
19. Gasteria polita van Jaarsv.
20. Gasteria pulchra (Aiton) Haw.
21. Gasteria rawlinsonii Oberm.
22. Gasteria tukhelensis van Jaarsv.
23. Gasteria vlokii van Jaarsv.